# Хельсинкский трамвай
Трамвайное движение в Хельсинки открыто в 1891 году на конной тяге, с 1900 года осуществляется движение электрических трамваев.Трамвайная система Хельсинки является одной из самых старых электрифицированных трамвайных сетей в мире.
Трамваи являются основным видом транспорта в центре города.
До открытия трамвайного движения в Тампере в 2021 году, Хельсинки являлся единственным городом Финляндии с трамвайным сообщением. Ранее электрические трамваи ходили также в Турку (1908 — 1972) и в Выборге (1912 — 1957, город находился в Финляндии до 1940 года).
Хельсинкский трамвай обслуживают 4 депо — Тёёлё (Töölö), Валлила (Vallila), Коскела (Koskela) и Ройхупелто (Roihupelto) для скоростной линии №15.

## История
Трамвайное движение было открыто в Гельсинфорсе (Великое Княжество Финляндское) в 1891 году.
В 1980-е годы трамваи Хельсинки носили оранжево-серую ливрею, которая в период с 1986 по 1995 была полностью заменена современной, жёлто-зелёной.
В 2008 году был открыт новый маршрут 9, в августе 2012 года введён в строй новый участок маршрута у западного паромного терминала.
Музей трамвая (фин. Ratikkamuseo) расположен в помещении старейшего в Хельсинки трамвайного депо по адресу: Töölönkatu, 51 A. Экспозиция посвящена истории общественного транспорта в Хельсинки.
В октябре 2023 года был открыт новый маршрут 15, связывающий Хельсинки и Эспоо.

## Подвижной состав
Основу трамвайного парка Хельсинки составляют 3 поколения вагонов. Самыми старыми являются трамваи производства концерна Valmet, модели Valmet NRV1 (40 составов, выпущены в период 1973—1975 года) и Valmet MLNRV2 (40 составов, выпущены в период 1983—1987). Более современной моделью являются трамваи серии Bombardier Variotram (40 составов, выпущены в период 1998—2003). Все старые модели Valmet прошли модернизацию в 2003—2011 годах (в результате чего модели получили новые аббревиатуры NR I+ и NR II+)
Начиная с 2013 года HKL, оператор общественного транспорта в Хельсинки, начал закупки новой модели трамваев Transtech ARTIC , выпущенную финским производителем Transtech
Также имеются две действующих трамвая модели Karia HM V. Один из них экскурсионный, другой переделан в трамвай-паб
В октябре 2023 года запущен новый маршрут 15, обслуживаемый новыми трамвайными вагонами ForCity Smart Artic X54.

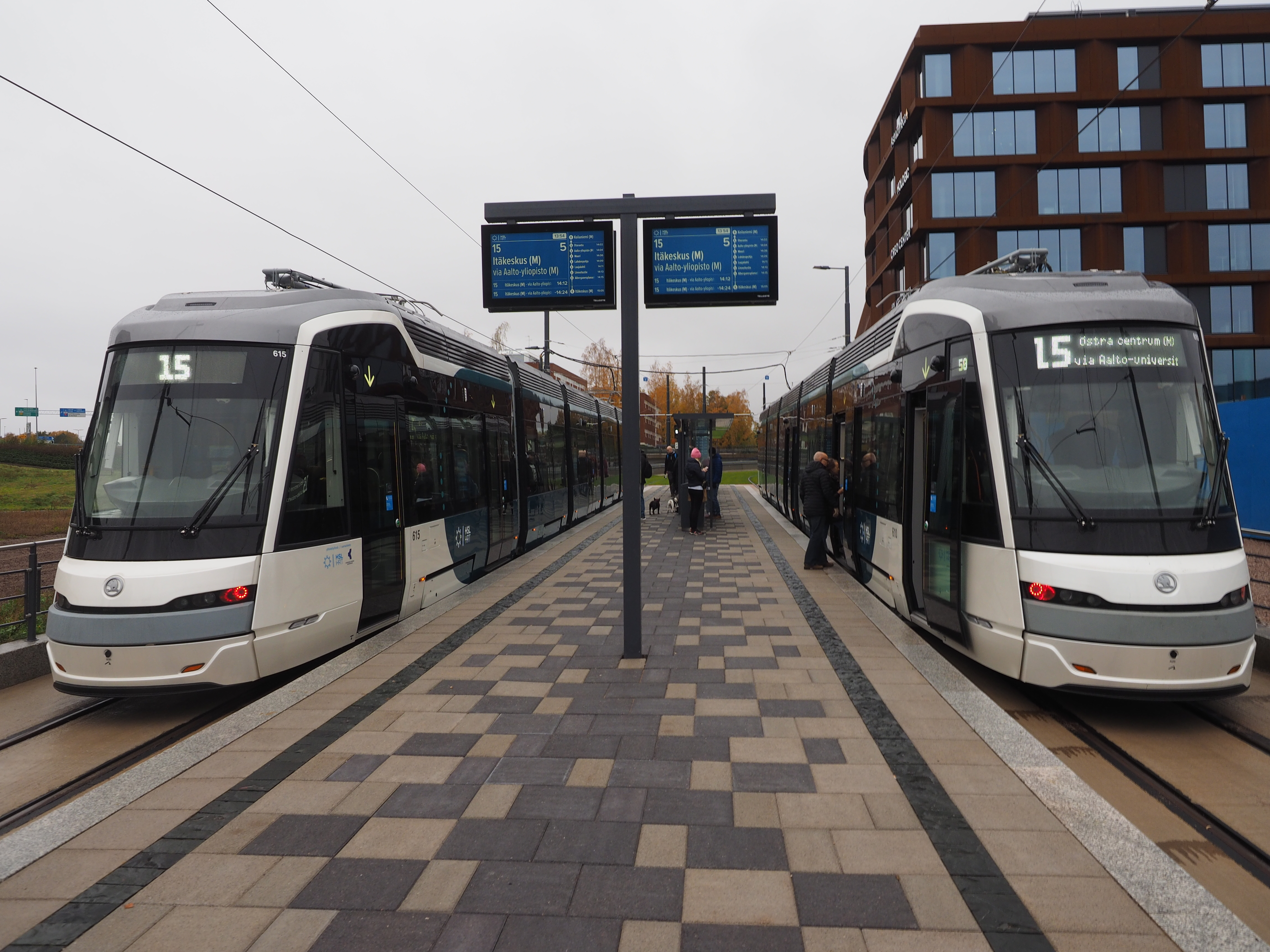
ForCity Smart Artic X54 в Кейланиеми

## Маршруты
В приведённой ниже таблице содержатся сведения о трамвайных маршрутах по состоянию на 19 октября 2024 года:
| Маршрут | Начальная станция              | Промежуточные остановки                    | Конечная станция   | Депо           |
| ------- | ------------------------------ | ------------------------------------------ | ------------------ | -------------- |
| 1       | Эйра                           | Тёолё, Сёрняйнен                           | Кяпюля             | Коскела        |
| 2       | Олимпийский терминал           | Алексантеринкату, Тёолё                    | Пасила             | Коскела        |
| 3       | Олимпийский терминал           | Центральный вокзал, Алппила                | Меилахти           | Коскела        |
| 4       | Катаянокка                     | проспект Маннергейма                       | Мунккиниеми        | Тёолё          |
| 5       | Катаянокка (паромный терминал) | Алексантеринкату                           | Центральный вокзал | Тёолё          |
| 6       | Эйранранта                     | Хаканиеми                                  | Арабианранта       | Коскела        |
| 7       | Западный терминал              | Центральный вокзал, Круунунхака, Сёрняйнен | Пасила             | Коскела, Тёолё |
| 8       | Яткясаари                      | Сёрняйнен                                  | Арабианранта       | Коскела        |
| 9       | Западный терминал              | Камппи                                     | Илмала             | Коскела        |
| 10      | Улланлинна                     | проспект Маннергейма                       | Пикку Хуопалахти   | Тёолё          |
| 13      | Нихти                          | Каласатама                                 | Западная Пасила    | Коскела        |
| 15      | Кейланиеми                     | Отаниеми, Леппяваара, Хуопалахти, Виикки   | Итякескус          | Ройхупелто     |